# Jeanne de Châtillon (1285-1354)
Jeanne de Châtillon (née vers 1285, † en 1354) est comtesse de Brienne, en Champagne, et de Lecce, dans le Sud de l'Italie, et duchesse titulaire d'Athènes. Elle est la fille de Gaucher V de Châtillon, seigneur de Châtillon, comte de Porcien et connétable de France, et d'Isabelle de Dreux. Elle est l'épouse de Gautier V de Brienne.

## Biographie
En 1311, son époux Gautier V de Brienne est tué à la bataille d'Halmyros. Après avoir probablement tenté de tenir l'acropole d'Athènes contre les compagnies catalanes, elle rentre se réfugier, appauvrie, à Brienne, fief ancestral de la maison de Brienne, avec ses deux enfants. Un proche de la famille de Brienne, Gautier de Foucherolles, continue toutefois de tenir la seigneurie d'Argos.
En avril 1318, Jeanne et son père envoient une demande à la république de Venise afin d'obtenir de l'argent et des navires pour une armée à destination de la Grèce afin de reprendre le duché d'Athènes aux compagnies catalanes mais leur demande est refusée, les vassaux de la maison de Brienne s'étant tourné vers les catalans.
Toutefois, en 1319 encore, Gautier de Foucherolles commande toujours à ses navires dans l'Argolide de rester fidèles à Jeanne et au jeune Gautier.
En sollicitant constamment le roi de Naples, le roi de France et le pape, Jeanne a maintenu sa revendication sur le duché d'Athènes pour son fils jusqu'à ce qu'il soit en âge de faire campagne.
En janvier 1321, le roi Philippe V le Long a arbitré un procès intenté contre elle par son propre fils, qui la poursuivait en justice pour le paiement d'une partie de la grande dette de son père.
Jeanne a conservé son titre ducal jusqu'à sa mort. Sa tombe portait d'ailleurs l'inscription Duchesse d'Athènes.

## Mariage et enfants
Vers 1305, elle épouse Gautier V, comte de Brienne, de Lecce et duc d'Athènes, fils d'Hugues de Brienne et d'Isabelle de la Roche, dont elle a deux enfants :
- Gautier VI de Brienne, qui succède à ses parents ;
- Isabelle de Brienne, qui succède à son frère.

## Sources
- Marie Henry d'Arbois de Jubainville, Histoire des Ducs et Comtes de Champagne, 1865.
- Marie Henry d'Arbois de Jubainville, Catalogue d'actes des comtes de Brienne, 950-1356..., 1872.
- Fernand de Sassenay, Les Brienne de Lecce et d'Athènes, 1869.